# Dvouúrovňová morfologie
Dvouúrovňová morfologie (anglicky Two-level Morphology) je model morfologie přirozených jazyků založený na řetězení morfémů a uplatňování morfologických změn (alternací). Na rozdíl od mnohaúrovňové generativní morfologie pracuje s pouhými dvěma úrovněmi – morfematickou úrovní a s úrovní povrchové reprezentace, kterou může být buď psaná reprezentace (ortografie) nebo výslovnost (fonologie). Model byl původně navržen pro finštinu, ale lze jej použít pro mnoho dalších jazyků včetně češtiny. Umožňuje zachytit nejen flektivní, ale i derivační morfologii jazyka. U jazyků, jejichž pravopis je blízký fonetickému, je použitelná i pro převody mezi psanou podobou jazyka a jeho výslovností.
Dvouúrovňovou morfologii lze technicky realizovat pomocí konečných převodníků (anglicky Finite State Transducer, FSD), které lze používat oboucestně – jak pro analýzu, tak pro syntézu (generování). Správně realizovaná dvouúrovňová morfologie může snížit enormní počty vzorů používaných pro ohýbání slov v počítačových morfologiích na hodnoty blízké počtům prezentovaným ve školních mluvnicích.

## Vlastnosti
- Metoda pro charakterizaci alternací morfémů při jejich řetězení. Na rozdíl od generativní morfologie předpokládá existenci pouhých dvou úrovní – hloubkové morfologie a její povrchové reprezentace (psané ortografie nebo mluvené fonologické – dvouúrovňovou morfologie lze použít též pro fonologii).
- Převod mezi oběma úrovněmi se provádí pomocí konečných převodníků (Finite State Transducers – FST), což jsou konečné automaty pracující nad abecedou dvojic symbolů (např. grafémů, fonémů), například {\displaystyle A=\{e:0,k:c,h:z\}}, kde {\displaystyle 0} znamená prázdný symbol, který umožňuje modelovat vznikové a zánikové alternace.[4] Každému elementárnímu morfologickému jevu odpovídá jeden nebo několik málo převodníků. Pro zachycení kompletní morfologie určitého jazyka se jednotlivé převodníky kombinují (spouštějí paralelně).
- Výhodou dvouúrovňové morfologie je její dvoucestnost – lze ji používat pro syntézu i analýzu.[5]
- Dvouúrovňová morfologie je velmi vhodný prostředek pro flektivní a aglutinační jazyky. Pro introflexní jazyky a jazyky, jejichž morfologie používá reduplikaci morfémů by mělo být použitelné její rozšíření.[6]

Mechanické realizace počítačových morfologických analyzátorů nebo generátorů slovních tvarů nezřídka narážejí u jazyků s bohatou morfologií na fakt, že křížením různých fonetických jevů a pravopisných pravidel se tradiční vzory skloňování a časování rozpadají na velké množství podvzorů. Výhodou dvouúrovňové morfologie je, že k nárůstu počtu vzorů z uvedených důvodů nedochází, problémy však způsobuje kolísání některých slov mezi vzory.

## Symbolický zápis pravidel
Každý fonetický jev (příp. pravopisné pravidlo) lze v dvouúrovňové morfologii popsat pomocí jednoho nebo několika pravidel, která se oproti zvyklostem obvyklým v matematice píšou zrcadlově obráceně, a mají obecný tvar:
CP op LC - RC
kde
- CP je correspondence part popisující jádro dané alternace nebo jiného jevu; je zapsáno regulárním výrazem nad abecedou dvojic
- LC - RC popisuje v jakém kontextu k uvedenému jevu dochází; - symbolizuje místo výskytu jevu, LC je levý kontext (left context), RC je pravý kontext (right context), oba se zapisují regulárním výrazem nad abecedou dvojic
- op je logická spojka, která vyjadřuje podmíněnost příslušného pravidla:
  - <=> – ekvivalence – CP je realizováno právě v kontextu LC - RC a nikde jinde
  - <= – implikace – v kontextu LC - RC je realizováno CP
  - => – obrácená implikace – CP je realizováno pouze v kontextu LC - RC
  - /<= – inhibice – v kontextu LC - RC nesmí být realizováno CP

V zápisu dvojic se používají následující speciální symboly:
- = – zastupuje libovolný jeden symbol (foném nebo grafém); v programech se obvykle místo = používá @
- 0 – prázdný symbol – používá se pro zápis zánikových nebo vznikových alternací
- # – symbol hranice slova (začátek nebo konec)